# کارل مول
کارل مول (استونیایی: Karl Mööl؛ زادهٔ ۴ مارس ۱۹۹۲) بازیکن فوتبال اهل استونی است.
از باشگاه‌هایی که در آن بازی کرده‌است می‌توان به باشگاه فوتبال نومه کالیو، باشگاه فوتبال فلورا تالین، باشگاه فوتبال کورساره، و باشگاه فوتبال ویلیاندی تولویک اشاره کرد.
وی همچنین در تیم‌های ملی فوتبال زیر ۱۷ سال استونی، زیر ۱۹ سال استونی، زیر ۲۱ سال استونی، زیر ۲۳ سال استونی، و استونی بازی کرده‌است.